# Teufenbach-Katsch
Teufenbach-Katsch är en kommun i  distriktet Murau i förbundslandet Steiermark i Österrike. Kommunen bildades 1 januari 2015 genom en sammanslagning av kommunerna Teufenbach och Frojach-Katsch. Huvudort är Teufenbach.
Kommunen består av tre orter (Ortschaften) (inom parentes invånarantal 1 januari 2024):
- Frojach (534)
- Katsch an der Mur (528)
- Teufenbach (751)